# Rosa hirtula
Rosa hirtula, Japans: サンショウバラ (sanshobara), is een struik die behoort tot de rozenfamilie (Rosaceae). De soort is endemisch in Japan en groeit in de bergachtige gebieden rond de vulkaan Fuji en in de buurt van de stad Hakone. De roos wordt ook Hakone-roos genoemd en is sinds 1976 een symbool van de stad Hakone. De roos werd voor het eerst beschreven door Eduard August von Regel en kreeg zijn huidige naam in 1920 van Takenoshin Nakai in het Japanse wetenschappelijke tijdschrift The Botanical Magazine. Rosa hirtula lijkt op de kastanjeroos, in het bijzonder op de enkelbloemige vorm Rosa roxburghii f. normalis, maar onderscheidt zich door de boomvormige groei, de bladvorm en de behaarde bladsteel en middennerf aan de onderkant van de blaadjes.

## Beschrijving
Rosa hirtula is een struik die een boomachtige groeiwijze kan aannemen en tot 6 m hoog kan worden. De schors van de dikke stam is licht grijsbruin tot donkerbruin. Bij jongere exemplaren is de schors glad, maar naarmate de stam ouder wordt bladdert de schors in de lengte af in dunne stroken. De takken dragen sterke, platte, tegenoverstaande stekels. Eenjarige scheuten zijn dun, paarsbruin en kaal.
De samengestelde bladeren zijn oneven geveerd en bestaan uit 9 tot 19 kleine deelblaadjes die 1 tot 3 cm lang zijn. De lichtgroene blaadjes zijn langwerpig tot lancetvormige met een spitste of scherpe punt. De rand van de blaadjes is licht gezaagd. De bladsteel is behaard, net als de middennerf aan de onderkant van het blad. De roodachtige bloemknoppen zijn omgeven door drie of vier knopschubben.
De lichtroze, licht geurende, enkelbloemige bloemen staan solitair en hebben vijf bloemblaadjes. De diameter van de bloemen is 5-6 cm. Rosa hirtula bloeit van mei tot juni. De borstelige rozenbottels zijn groot, 2 cm in diameter en afgeplat bolvormig. Als de bottels rijpen verkleuren ze van groen naar geeloranje en verstromen een zoete geur.

## Gebruik
De bottels kunnen niet zo worden gegeten vanwege de beharing rond de nootjes. Er kan vruchtenwijn van worden gemaakt, maar vaak zijn ze wormstekig.

## Afbeeldingen

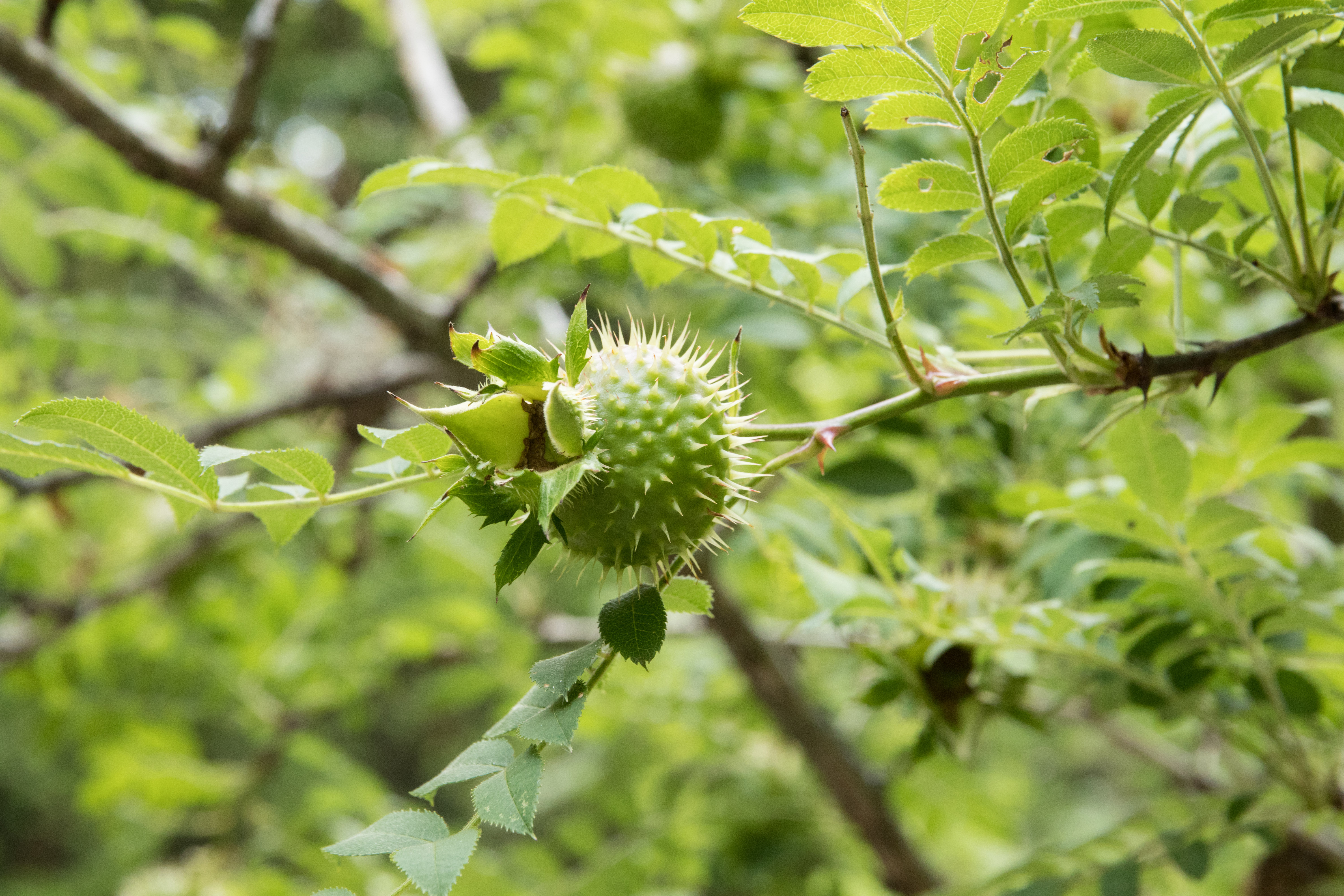
Onrijpe rozenbottel
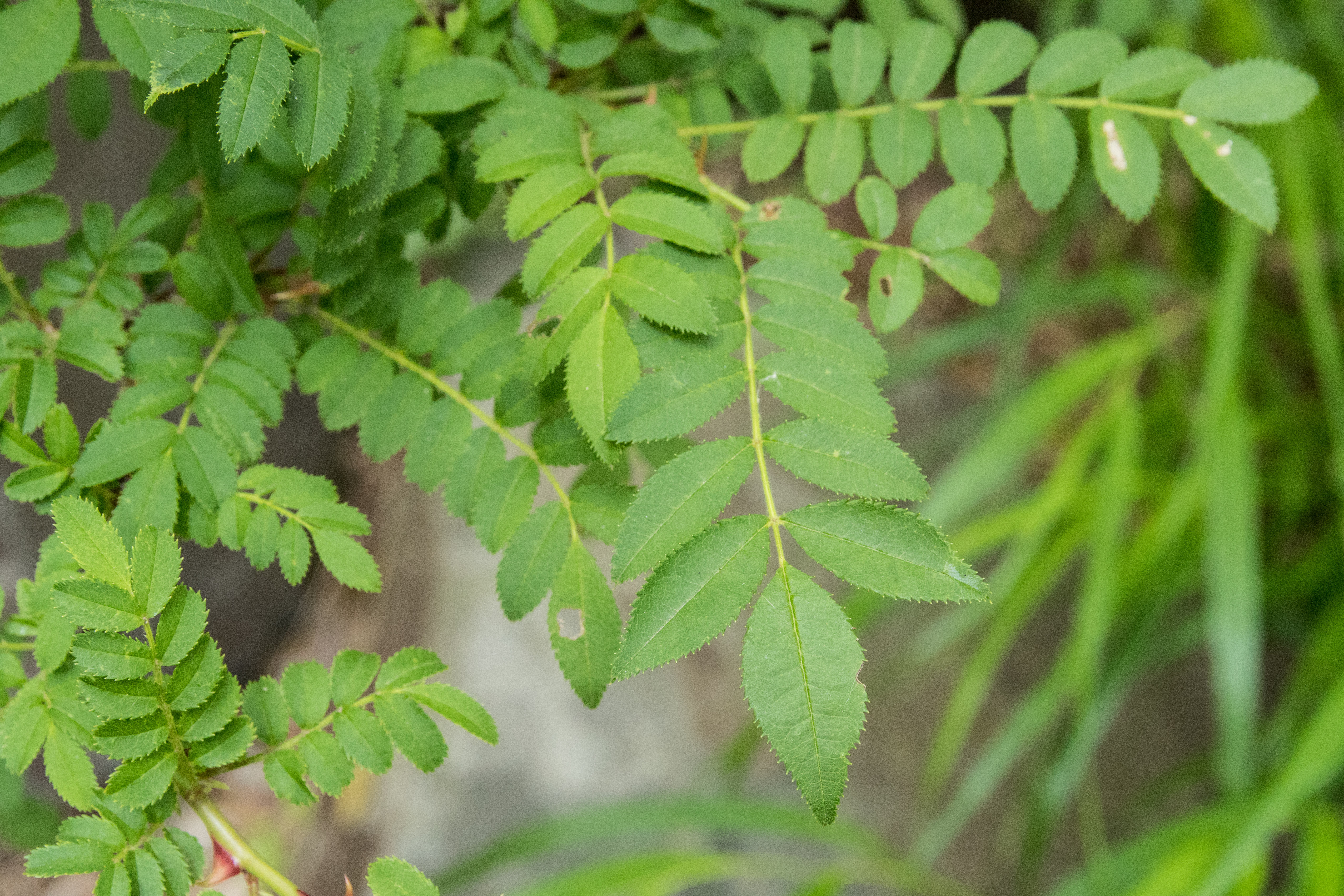
Blad
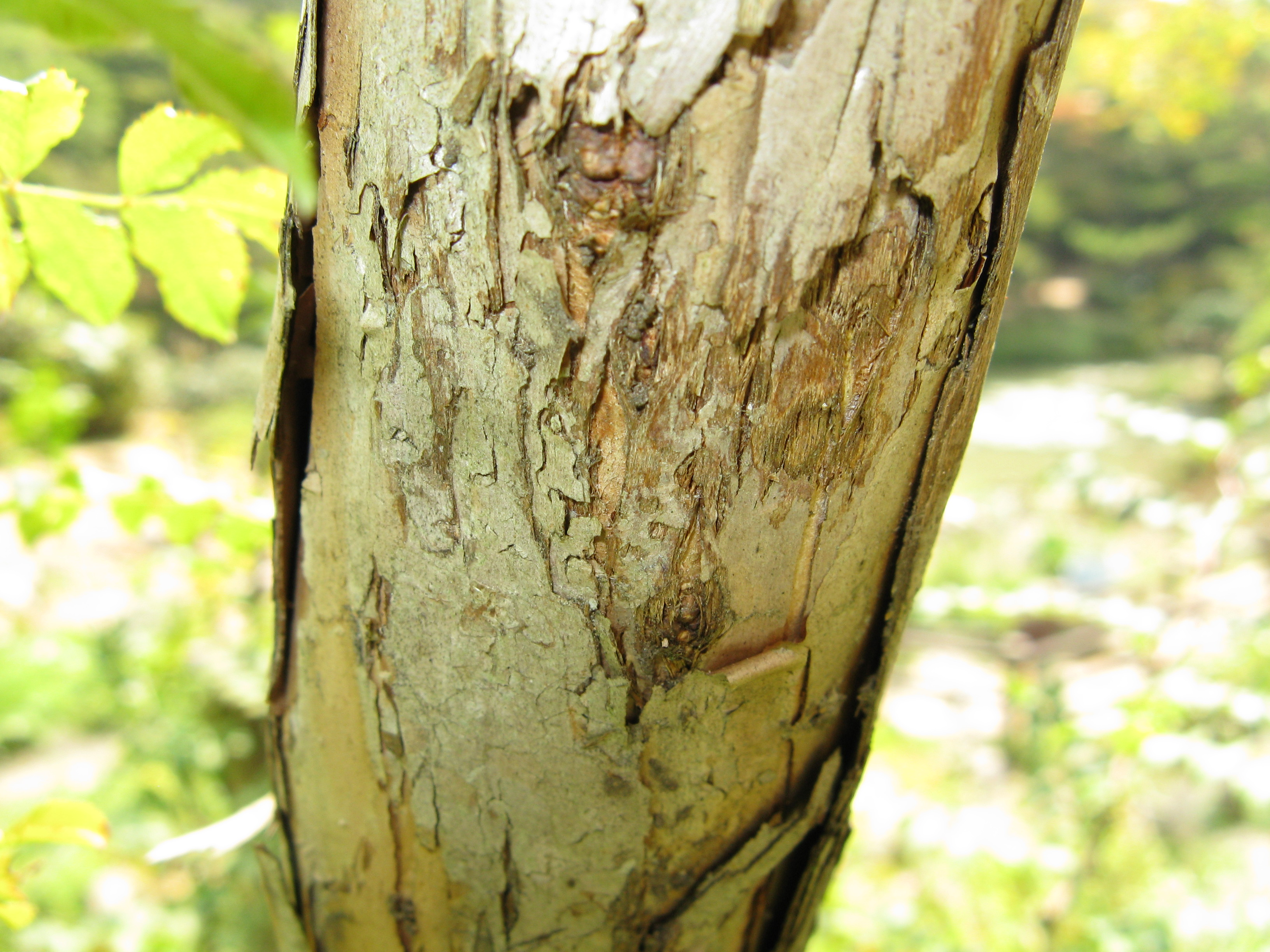
Schors (afbladderend)
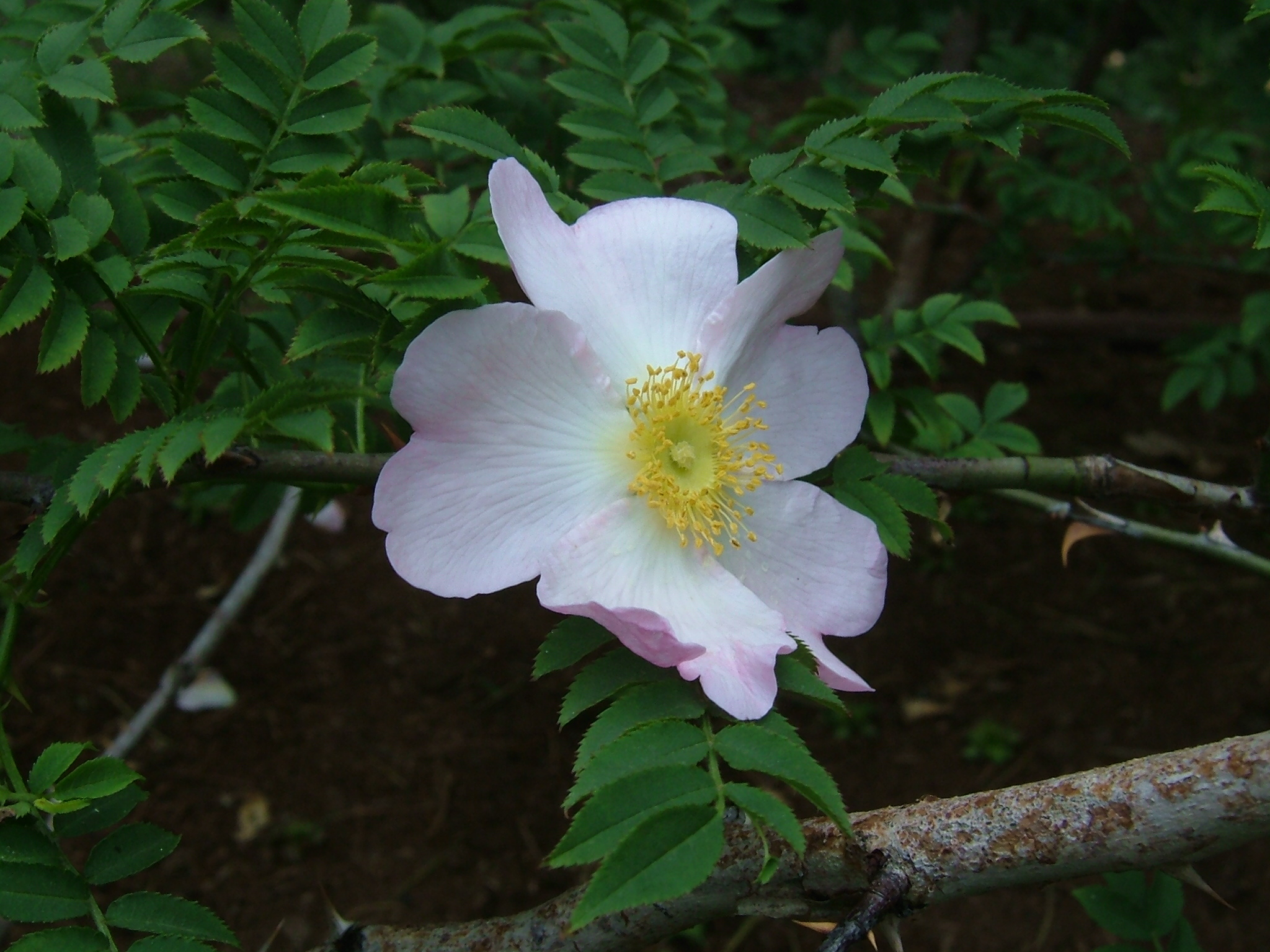
Bloemkroon en helmknoppen

R. agrestis (kraagroos) ·
R. arvensis (bosroos) ·
R. banksiae ·
R. caesia (behaarde struweelroos) ·
R. canina (hondsroos) ·
R. corymbifera (heggenroos) ·
R. dumalis (kale struweelroos) ·
R. elliptica (wigbladige roos) ·
R. gallica (Franse roos) ·
R. glauca (bergroos) ·
R. hemisphaerica ·
R. henkeri-schulzei (schijnegelantier) ·
R. hirtula ·
R. hugonis ·
R. inodora (schijnkraagroos) ·
R. majalis (kaneelroos) ·
R. micrantha (kleinbloemige roos) ·
R. moschata (muskusroos) ·
R. moyesii (mandarijnroos) ·
R. multiflora (veelbloemige roos) ·
R. pimpinellifolia (duinroos) ·
R. pseudoscabriuscula (schijnviltroos) ·
R. roxburghii (kastanjeroos) ·
R. rubiginosa (egelantier) ·
R. rugosa (rimpelroos) ·
R. sempervirens ·
R. soulieana ·
R. ×stylosa (stijlroos) ·
R. subcanina (schijnhondsroos) ·
R. subcollina (schijnheggenroos) ·
R. tomentella (beklierde heggenroos) ·
R. villosa (viltroos)